# Eurema mentawiensis
Eurema mentawiensis is een vlindersoort uit de familie van de Pieridae (witjes), onderfamilie Coliadinae.
Eurema mentawiensis werd in 1941 beschreven door Corbet.